# 常円寺 (目黒区)
常圓寺（じょうえんじ）は、東京都目黒区にある日蓮宗の寺院。「大いちょうの寺」としても知られている。

## 概要
1590年（天正18年）、日信によって開山された。元々は日信が住んでいた庵であったが、日信の寂後に寺にしたものである。
当初は碑文谷法華寺の末寺であったが、当時の碑文谷法華寺は不受不施派だった。そして幕府の不受不施派禁教令により、碑文谷法華寺は天台宗寺院「円融寺」になってしまったため、身延山久遠寺に本寺替となった。旧碑文谷法華寺から移った檀家が多かったという。

## 境内
- 妙見堂
七面大明神と妙見菩薩を祀る。

## 交通アクセス
- 都立大学駅より徒歩5分。